# مورامبیجی (رود)
رودخانه مورامبیجی انگلیسی: Murrumbidgee رودی است که به رود مورای می‌ریزد. این رود از کشور استرالیا می‌گذرد.